# Aviast
Aviast (Russisch: Авиакомпания АВИАСТ ЭЙР) was een Russische luchtvaartmaatschappij met hoofdzetel in Moskou. Aviast is opgericht in 1999. Zij voerde vrachtvluchten uit, onder andere naar China. Aviast voerde reguliere vrachtvluchten uit van Bratsk naar Peking. De maatschappij ging failliet in 2011.

## Code informatie
- IATA-code  :  6I
- ICAO-code  :  VVA

## Vloot
De vloot van Aviast bestaat uit: (juli 2006)
- 4 Ilyushin IL-76TD
- 1 Yakolev  Yak-40
- 3 Antonov  AN-12BP